# Constantí VIII
Constantí VIII (960 - 1028) fou emperador romà d'Orient del 962 fins a la seva mort. Fill de l'emperador Romà II, començà a regnar junt amb el seu germà Basili II el 976, però aficionat a la bona vida, no va prendre part a l'administració de l'Imperi. A la mort del seu germà el 1025 va esdevenir emperador únic i en aquesta època va l'imperi va patir força atacs àrabs. Va morir al cap de tres anys, el 1028.

## Família
De jove, el seu padrastre va pactar el matrimoni de Constantí amb una filla del rei Borís II de Bulgària, però finalment es va casar amb Helena, la filla d'un aristòcrata romà d'Orient. Van tenir tres filles: Eudòxia, que es va fer monja, Zoè i Teodora, que van ser emperadrius.

## Primers anys
Amb només dos anys, Constantí VIII i el seu germà gran, va ser coronats en una cerimònia oficial. El 15 de març del 963 va morir el pare de forma inesperada, amb vint-i-cinc anys. Josep Bringas, l'eunuc i primer conseller del difunt Romà II, pretenia continuar dirigint l'administració sense tenir en compte la vídua regent. Això va fer que el general Nicèfor Focas prengués la iniciativa i, amb el suport de l'exèrcit, va assumir el poder i va pressionar la vídua Teòfano perquè es casés amb ell. Tots dos van governar i ell va passar a ser l'emperador Nicèfor II.
Aquest matrimoni no va durar gaire i Constantí va passar per un segon padrastre, ja que Nicèfor va ser assassinat pel seu nebot Joan Tsimiscés el 969 i va obligar la mare a casar-se amb ell per legitimar el seu ascens. Després la mare va ser enviada a un convent, mentre que Constantí i el seu germà quedaven sota custòdia de Joan Tsimiscés.

## Ascens al tron
Quan el 975 Joan va morir enverinat pel seu majordom, Basili i Constantí van assumir el poder.
En aquell moment l'imperi estava amenaçat pels àrabs abbàssides i Basili va marxar amb l'exèrcit per comandar la defensa mentre Constantí es quedava a Constantinoble. Aviat es va acostumar a la vida de luxes a la cort mentre el seu germà es feia responsable dels assumptes d'Estat.
Només en algunes ocasions Constantí va participar en les campanyes contra els nobles rebels. El 989, va actuar com a mediador entre Basili II i Bardes Escler. Els seus entreteniments preferits eren els espectacles de curses a l'hipòdrom i anar de cacera pels boscos.
Quan Basili va morir el 15 de desembre del 1025, Constantí, que s'havia casat probablement el 976 amb Helena, va assumir el poder en solitari, però només durant tres anys, ja que va morir l'11 de novembre del 1028. Es deia que li mancava seny per governar i tendia a deixar-se endur per decisions cruels. Les lleis sobre la terra que havia proclamat el seu germà van anar quedant sense efecte sota pressió dels nobles d'Anatòlia. Poc abans de morir va proposar al general Romà que es casés amb la seva filla Teodora però ella no va acceptar perquè ell ja estava casat. L'altra filla, Zoè, no va tenir tants escrúpols i es van casar per succeir-li.